# Шибаєва Наталія Володимирівна
Ната́лія Володи́мирівна Шиба́єва (* 1968) — радянська і українська плавчиня. Призерка чемпіонатів світу і Європи.

## З життєпису
Народилась 1968 року. Представляла місто Харків. Чемпіонат Європи з водних видів спорту 1985 — срібна нагорода.
Чемпіонат світу з водних видів спорту 1986 року — бронзова нагорода.
Учасниця ХХV Олімпійських іграх у Барселоні.